# 규산다이마에역
규산다이마에역(일본어: 九産大前駅 규산다이마에에키[*])은 일본 후쿠오카현 후쿠오카시 히가시구에 있는 규슈 여객철도 가고시마 본선의 역이다.

## 역 구조 및 승강장
상대식 승강장 2면 2선의 설비를 가지는 지상역이다. 역사는 선상 역사로, 하카타 가까이에 설치되고 있다. 규슈 교통기획이 역 업무를 행하는 업무 위탁역으로, 발권 창구가 설치되어 있다. JR의 특정 도구 시내 제도에 걸친 '후쿠오카 시내'의 역이다.
| 1 | ■ 가고시마 본선 | (상행) | 구로사키 · 고쿠라 · 모지코 방면 |
| 2 | ■ 가고시마 본선 | (하행) | 하카타 · 구루메 · 오무타 방면   |

## 이용 현황
- 2010년도의 1일 평균 승차 인원은 6,576명이다. 규슈 여객철도 관내의 역에서는 22위, 보통 열차만이 정차하는 역으로서 규슈 여객철도에서는 1위.

| 승차 인원 추이 | 승차 인원 추이 |
| 년도           | 1일 평균 인수  |
| -------------- | -------------- |
| 2000년         | 6,744          |
| 2001년         | 6,855          |
| 2002년         | 6,824          |
| 2003년         | 6,547          |
| 2004년         | 6,222          |
| 2005년         | 6,424          |
| 2006년         | 6,169          |
| 2007년         | 6,215          |
| 2008년         | 6,234          |
| 2009년         | 6,328          |
| 2010년         | 6,576          |

## 역 주변
이 역부터 동쪽 약 150m의 장소에 가시이 선 선구가 지나가고 있지만, 가시이 선의 역은 마련되어 있지 않다. 역명의 유래가 되고 있는 규슈 산업 대학은 가시이 선의 선로로 인접하고 있다. 역의 서쪽은 국도 제495호선이 가고시마 본선으로 병행하는 형태로 지나가고 있다. 동쪽(규슈 산업 대학 방면)과 서쪽(국도 방면)에 출입구가 있으며, 국도 방면인 서쪽 출입구는 보도교(가라노하라 보도교)로 직결해 교통량이 많은 국도를 횡단할 수 있게 되었다. 국도 제495호선의 서쪽으로는 주택지가 형성되어 있다.

## 역사
- 1989년 3월 11일 : 개업. 건설에 해당한 규슈 산업 대학이 건설비(약 1억 2천만엔)중 절반을 부담했다.
- 2009년 3월 1일 : IC카드 SUGOCA의 사용을 개시.

## 인접 역
| 가고시마 본선             | 가고시마 본선 | 가고시마 본선        |
| ------------------------- | ------------- | -------------------- |
| 훗코다이마에 모지 항 방면 | ■ 보통        | 가시이 가고시마 방면 |